# 小行星18930
小行星18930（18930 Athreya）是一颗绕太阳运转的小行星，为主小行星带小行星。该小行星于2000年8月24日发现。

## 轨道参数
小行星18930的轨道半长轴为2.8401768 UA，离心率为0.004。